# Alexander Baldus
Alexander Baldus (* 11. Juli 1900 in Koblenz; † 20. Mai 1971 ebenda) war ein deutscher Schriftsteller und Übersetzer skandinavischer Literatur.

## Leben
Baldus wurde in Koblenz als Sohn eines Schriftsetzers geboren und studierte in Bonn Literaturwissenschaft. Obwohl er bald einen hervorragenden Ruf als Übersetzer aus skandinavischen und baltischen Sprachen hatte, gelang es ihm nicht, beruflich Fuß zu fassen. Er selbst machte ein Schreib- und Publikationsverbot während des Dritten Reiches dafür verantwortlich und die Tatsache, dass nach 1945 ehemalige Nationalsozialisten wieder an entscheidender Position saßen und die Publikation seiner Arbeiten sabotierten. Inwieweit dies zutraf, ist unklar, denn andererseits wollten ihm hilfsbereite Freunde lukrative Aufträge verschaffen, doch seine eigenen hohen Ansprüche ließen eine Beschäftigung mit Unterhaltungsliteratur nicht zu; angebotene Arbeitsstellen schlug er aus, weil er nicht bereit war, seine Heimatstadt zu verlassen. Durch seinen offenbar schwierigen Charakter stieß er sein Umfeld nicht selten vor den Kopf und somit lebte er schließlich vereinsamt von Sozialunterstützung. Sein Nachlass befindet sich heute im Stadtarchiv Koblenz.

## Schriften
- Augustin Wibbelt. Vier Quellen Verlag, Leipzig 1921
- Wanderer im Morgenrot. Verlagsanstalt "Gutenberg", Koblenz 1922
- Ruf übers Meer. Meier, Worms 1948
- Nordische Dichtung der Gegenwart. Die Egge, Nürnberg 1948
- Nordwind. Die Egge, Nürnberg 1949